# Gál Csaba
Gál Csaba (Budapest, 1892. – Budapest, 1946. június 25.) nyilas országgyűlési képviselő, gépészmérnök, háborús bűnös.

## Élete
Székely eredetű református családból származott. A József Műegyetem gépészeti szakosztályán szerzett gépészmérnöki oklevelet. 1913-ban bevonult a közös 85. osztrák–magyar gyalogezredhez, aminek a kötelékében végigharcolta az első világháborút. A fronton háromszor is megsebesült. 1918-ban, mint főhadnagy szerelt le. A háború után kis- és nagy ezüst vitézségi érmet kapott, a harcokban betöltött szerepe elismeréséül.
1926-ban a BSZKRT (a BKV elődje) alkalmazottja lett, ahol lakatosként dolgozott, majd a mérnöki karba került és műszaki tanácsos lett. 1930-ban Horthy Miklós kormányzó Signum Laudis kitüntetésben részesítette.
A Meskó Zoltán által alapított Nyilaskeresztes Párthoz a kezdetektől fogva csatlakozott, majd miután Szálasi Ferenc lett a párt elnöke, Szabolcs és Ung k.e.e. vármegye országgyűlési képviselője lett. Az 1944. október 16-ai nyilas puccs után a személyügyi nemzetpolitikai iroda vezetője lett. A háború után halálra ítélték és 1946. június 25-én kötél által kivégezték.